# Cantone di Cuers
Il Cantone di Cuers era una divisione amministrativa dell'arrondissement di Tolone.
È stato soppresso a seguito della riforma complessiva dei cantoni del 2014, che è entrata in vigore con le elezioni dipartimentali del 2015.
Comprendeva i comuni di:
- Carnoules
- Cuers
- Pierrefeu-du-Var
- Puget-Ville